# 玉城丹尼
玉城丹尼（日语：／ Tamaki Denī；1959年10月13日—），和名玉城康裕（日语：／ Tamaki Yasuhiro），日本政治人物、前艺人，曾任自由党干事长、众议院议员。2018年沖繩縣知事選舉当选冲绳县知事，2022年9月11日连任。玉城丹尼立場親中，他主張削減沖繩島上的美军人數、反對為安倍晉三舉辦國葬。

## 生平
玉城丹尼原名丹尼斯·玉城（英語：Dennis Tamaki），1959年出生于美国统治下的琉球与那城村（现已并入宇流麻市），父亲为驻冲绳美军海军陆战队士兵，母亲为琉球人。他的父亲在其出生前就离开冲绳返回美国。10岁时，母亲将他的户籍名更改为“玉城康裕”，但“丹尼”（Denny）作为童年的昵称一直保留至今。玉城年轻时，曾从事过职员、室内装饰从业员等工作，30岁時成為艺人，在冲绳当地具有一定名气。
2001年，玉城投身政坛，并在第二年高票当选为冲绳市议员。2005年，玉城首次参加日本国会选举，结果失败；2009年再次参选，当选为众议员，共连任四届。
2018年，因前任知事翁长雄志于任内逝世後冲绳县举行县知事选举，玉城丹尼辞去众议员职务宣布参选，获得了立宪民主党、国民民主党、日本共产党、冲绳社会大众党等在野势力的支持，最终击败获得执政党自民党支持的前宜野湾市市长佐喜真淳当选为冲绳县知事2022年9月11日再次连任。2023年7月4日，访中期间参观北京市通州区张家湾琉球国墓地遗址，并按照冲绳习俗扫墓。